# Naissance en 1075
Naissance
- 1071
- 1072
- 1073
- 1074
- 1075
- 1076
- 1077
- 1078
- 1079

Cette page dresse une liste de personnalités nées au cours de l'année 1075 :
- 16 février : Orderic Vital, moine et historien normand.
- juin : Lothaire de Supplinbourg, Lothaire II ou III du Saint Empire ou de Supplinbourg, duc de Saxe, roi des Romains puis empereur du Saint-Empire romain germanique.
- 9 juin : Lothaire de Supplinbourg, empereur du Saint-Empire romain germanique.

- Adélaïde de Montferrat, reine de Jérusalem.
- Alberic II de Mello, noble français.
- Berthe d'Aragon, reine consort d'Aragon et de Navarre.
- Konrad Ier von Abensperg (en), archevêque de Salzbourg.
- Guilhem V de Montpellier, seigneur de Montpellier et d'Aumelas.
- Guillaume de Saint-Thierry, moine, théologien, et mystique cistercien.
- Guillaume II de Bourgogne, dit l'Allemand, comte de Bourgogne, comte de Mâcon, comte de Vienne.
- Hugues II d'Oisy, seigneur d'Oisy et de Crèvecœur, châtelain de Cambrai.
- Jin Taizong, empereur de la dynastie Jin ayant régné sur le nord de la Chine.
- Jinadattasuri (en), poète jaïniste Apabhramsha.
- Kim Busik, haut fonctionnaire coréen du royaume de Koryo.
- Jaya Pala (en), roi de Kamarupa.
- Lukarta de Bogen (en), duchesse consort de Bohême.
- Magnus Erlendsson, comte des Orcades et saint catholique.
- Orderic Vital, moine anglo-normand et historien.
- Saint Nicolas Pèlerin, jeune grec dévot, qui a parcouru les Pouilles comme pèlerin. Saint de l’Église catholique.
- Sobeslav Ier de Bohême, duc de Bohême.

date incertaine (vers 1075)
- Magnus Erlendsson, comte des Orcades et saint catholique.
- Manassès Ier de Guînes, comte de Guines.

## Crédit d'auteurs
- Cet article est partiellement ou en totalité issu de l'article intitulé « 1075 » (voir la liste des auteurs).